# Zlončice
Zlončice település Csehországban, a Mělníki járásban. Zlončice Dolany nad Vltavou, Máslovice, Kozomín, Postřižín és Chvatěruby településekkel határos. Lakosainak száma 582 fő (2024. január 1.).

## Népesség
A település lakosságának változását az alábbi diagram mutatja:
| Lakosok száma | 216  | 288  | 293  | 260  | 199  | 176  | 547  | 569  | 571  | 582  |
|               | 1869 | 1890 | 1921 | 1950 | 1980 | 2001 | 2017 | 2019 | 2022 | 2024 |